# Escuelas Públicas de Tacoma

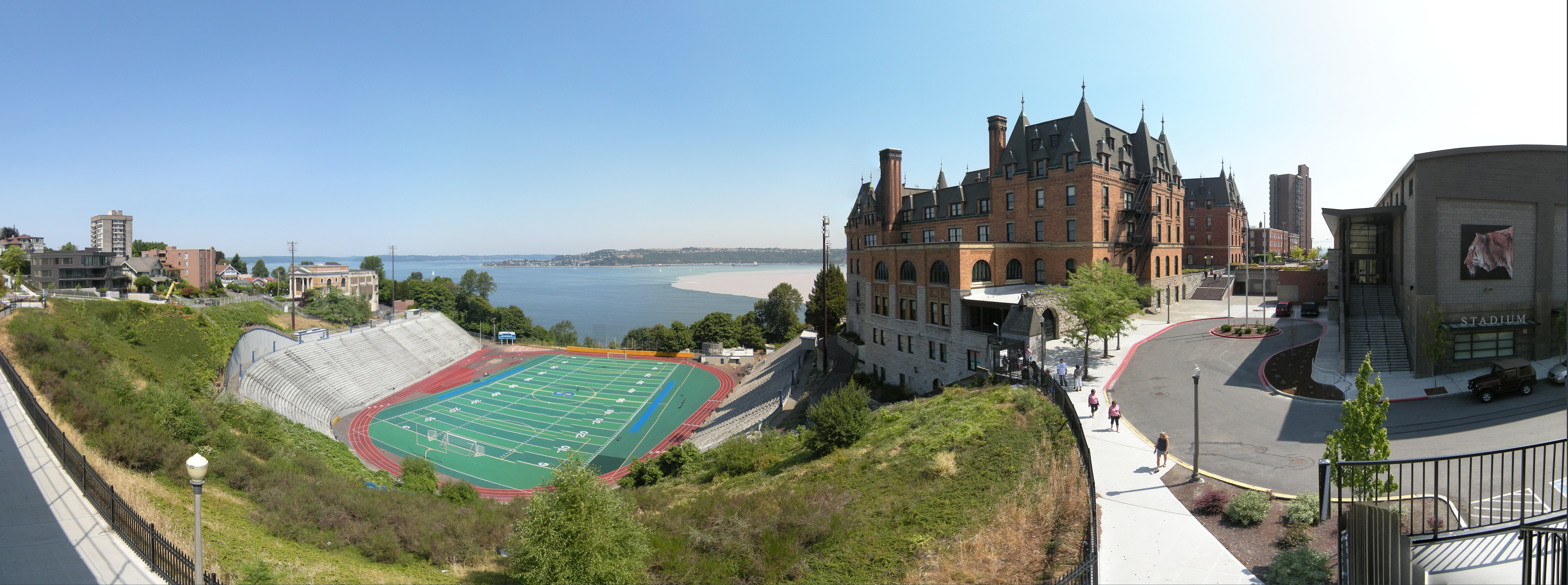
Stadium High School (Escuela Preparatoria "Estadio") y Commencement Bay.

Las Escuelas Públicas de Tacoma (Tacoma Public Schools) es un distrito escolar del Estado de Washington, Estados Unidos. Tiene su sede en el Central Administration Building en Tacoma. El distrito gestiona 35 escuelas primarias, 9 escuelas medias, 5 escuelas preparatorias, y 14 escuelas alternativas.

## Escuelas

### Escuelas preparatorias
del barrio:
- Foss
- Lincoln
- Mount Tahoma
- Oakland
- Stadium
- Wilson

Alternativas:
- School of the Arts
- Science and Math Institute
- Tacoma Virtual Learning